# Laura Loomer

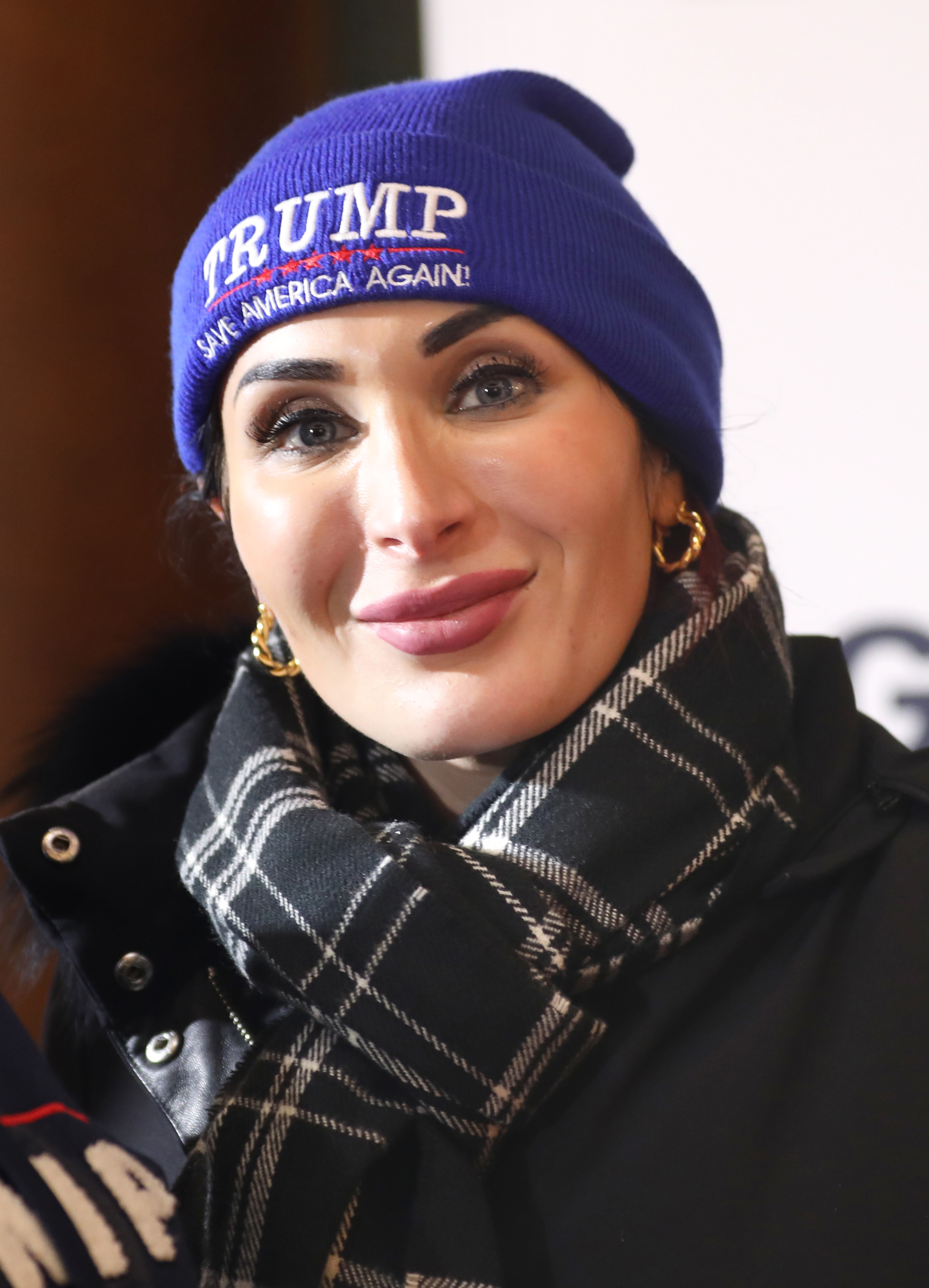
Laura Loomer im Januar 2024

Laura Elizabeth Loomer (* 21. Mai 1993 in Tucson, Arizona) ist eine US-amerikanische politische Aktivistin und Influencerin. Sie ist bekannt für die Verbreitung rechtsextremer, islamfeindlicher und rassistischer Positionen; dabei bedient sie sich häufig offener Provokationen und widerlegter Verschwörungstheorien. 

## Leben
Loomer und ihre beiden Brüder wuchsen in Arizona auf. Loomer ist jüdischen Glaubens.
Sie besuchte das Mount Holyoke College, das sie nach einem Semester verließ, weil sie sich wegen ihrer konservativen Einstellung angegriffen fühlte. Sie wechselte an die Barry University in Miami Shores und schloss ihr Studium 2015 mit einem Bachelor in Journalismus im Rundfunk ab.

### Aktivismus
Loomer ist sowohl für ihre antimuslimische Rhetorik als auch für die Verbreitung von Verschwörungserzählungen bekannt. In einem Videopost in den Sozialen Medien vertrat sie 2023 die Ansicht, die Terroranschläge am 11. September 2001 seien ein durch die damalige US-Regierung veranlasster „Inside-Job“ gewesen. Bis 2017 arbeitete Loomer für Project Veritas. Anschließend berichtete sie für die rechtsextreme Website The Rebel Media.
Gelegentlich veröffentlichte sie auf der für Verschwörungstheorien und Fake News bekannten rechtsextremen Website InfoWars, für den Geller Report und die American Freedom Defense Initiative.
Loomer erlangte Bekanntheit, weil sie von zahlreichen Social-Media-Plattformen, darunter Facebook, Instagram und Twitter, sowie von Zahlungsdienstleistern, Mietwagenfirmen und mobilen Lebensmittellieferdiensten aus verschiedenen Gründen gesperrt wurde, unter anderem wegen Verstoßes gegen Richtlinien zu Hassreden, der Veröffentlichung von Fehlinformationen und extremistischer Positionen. Loomer wurde ebenfalls von mehreren Veranstaltungen wegen Störungen ausgeschlossen; ihr Presseausweis wurde eingezogen. Nach dem Kauf von Twitter (heute X) durch Elon Musk im Dezember 2022, wurde ihre Sperre bei X wieder aufgehoben; hier hatte sie Stand Mai 2025 ca. 1,6 Mio. Follower.
Im März 2015 zeichnete Loomer mit einer versteckten Videokamera ihre Gespräche mit Beamten der Barry University auf, in denen sie über die Gründung eines Klubs mit dem Namen „Sympathisierende Studenten zur Unterstützung des Islamischen Staates im Irak und in Syrien“ sprach. Diese verlangten offenbar nur, dass der Name des Clubs in „Studenten zur Unterstützung des Mittleren Ostens“ geändert wird. Project Veritas, das ähnliche, heimlich aufgenommene Videos linker Gruppen bereits veröffentlicht hatte, teilte auch diese Aufnahme.
Die Universität suspendierte Loomer wegen Verstoßes gegen den Verhaltenskodex. Ein Professor erstattete Anzeige.
Nach Angaben eines Mitarbeiters der Präsidentschaftskampagne für Hillary Clinton versuchten Loomer und zwei weitere Frauen, die sich als Anhängerinnen ihrer Kandidatur ausgaben, im Juli 2015 Mitarbeiter zu verleiten, illegale Geldspenden anzunehmen. Angaben der Kampagne zufolge hielten sich die betroffenen Mitarbeiter an das Gesetz.
Am Tag der Präsidentschaftswahlen 2016 ging Loomer mit einer Burka bekleidet in ein Wahllokal und bat unter dem Namen Huma Abedin, einer Mitarbeiterin Hillary Clintons, um einen Stimmzettel. Am 10. Juni 2017 hielt sie eine Rede vor einer Menge von „Anti-Scharia“-Demonstranten in New York City, die von ACT for America organisiert wurde, und verurteilte „Liberale, die sich mit der Scharia verbünden“.
Sie legte eine Burka auf die Statue des Fearless Girl.
Im April 2023 wurde berichtet, Donald Trump wolle Loomer für eine Rolle im aufkommenden Wahlkampf anwerben.
Die Idee soll jedoch auf den Widerstand von Trumps Team gestoßen sein. Die Kongressabgeordnete Marjorie Taylor Greene solle gewarnt haben, eine „nachweisliche Lügnerin“ einzustellen. Seit Oktober 2023 veröffentlichte Loomer Falschmeldungen über den Krieg zwischen Israel und der Hamas.
Während des Wahlkampfes zu den Präsidentschaftswahlen 2024 begleitete Loomer Donald Trump zu mehreren Terminen, so auch zur Fernsehdebatte mit Kamala Harris. Anschließend warfen enttäuschte Republikaner Loomer vor, sie habe Trump ermutigt, auf persönliche Attacken und fremdenfeindliche Mythen zu setzen. So wiederholte Trump während der Debatte das von Loomer kolportierte rassistisch geprägte Gerücht vom angeblichen Verzehr von Haustieren in Springfield (Ohio), wonach Migranten aus Haiti (Haitianische Diaspora) US-Amerikanern ihre Haustiere stehlen, um sie zu verspeisen. Zudem verbreitete sie, im Weißen Haus werde es nach einem Sieg Kamala Harris "nach Curry riechen." Republikanische Wahlkämpfer befürchteten, damit unentschlossene Wähler abzuschrecken. Marjorie Taylor Greene nannte einen Angriff Loomers auf Harris „appalling and extremely racist“ (entsetzlich und extrem rassistisch). Trump brachte sie während des Präsidentschaftswahlkampfes ungeachtet ihrer früheren Aussagen, es habe sich um einen „Inside-Job“ gehandelt, zu den 9/11-Gedenkfeiern im September 2024 mit.
Zwei Monate nach Beginn von Donald Trumps zweiter Amtszeit traf sie sich am 2. April 2025 mit dem Präsidenten und tauschte sich mit ihm über das Personal des Nationalen Sicherheitsrates aus. Unmittelbar im Anschluss entließ der Präsident sechs Mitarbeiter des Sicherheitsrates und versetzte einige weitere auf andere Posten, ohne dies mit Michael Waltz, seinem Nationalen Sicherheitsberater, abgestimmt zu haben. Einen von Medien vermuteten Zusammenhang der Entlassungen mit dem Gespräch mit Loomer verneinte Trump, räumte aber ein, sie habe ihm bei dem Treffen Namen von Personen genannt, die er ihrer Meinung nach einstellen solle. Am 1. Mai 2025 verlor Waltz seinen Posten als Sicherheitsberater. Außerdem entließ Trump den 2024 eingesetzten NSA-Chef General Timothy D. Haugh, nach eigener Darstellung Loomers ebenfalls auf ihr Drängen. Trump bewertete ihre „Empfehlungen für Dinge und Leute“ als „gewöhnlich sehr konstruktiv“. Sie selbst äußerte sich dankbar, Trump ihre „Forschungsergebnisse“ präsentieren zu können. Kurz nach der Wahl des ersten aus den USA stammenden Papstes Leo XIV. verbreitete sie hierzu auf X ihre Einschätzung, Papst Leo sei „anti-Trump, anti-MAGA, für offene Grenzen und ein totaler Marxist“ wie Papst Franziskus; er sei „eine weitere marxistische Marionette im Vatikan“.

### Politische Kandidaturen
Loomer kandidierte für die Republikaner für den 21. Kongressdistrikt in Florida bei den Wahlen zum Repräsentantenhaus 2020, nachdem sie die republikanischen Vorwahlen für sich entschieden hatte. In der Wahl unterlag sie der Demokratin Lois Frankel. Bei der republikanischen Vorwahl für den 11. Kongressdistrikt in Florida im Jahr 2022 unterlag sie knapp dem Amtsinhaber Daniel Webster.